# Eleutherodactylus glanduliferoides
Eleutherodactylus glanduliferoides är en groddjursart som beskrevs av Shreve 1936. Eleutherodactylus glanduliferoides ingår i släktet Eleutherodactylus och familjen Eleutherodactylidae. IUCN kategoriserar arten globalt som akut hotad. Inga underarter finns listade i Catalogue of Life.